# Haris Vučkić
Haris Vučkić (Ljubljana, 1992. augusztus 12. –) szlovén válogatott labdarúgó, 2023-tól a Buriram United játékosa.

## Család
Testvére, Alen Vučkić szintén labdarúgó.

## Pályafutás
Vuckic igazi ékkő a Newcastle United páncéltermében. Még csak 16 éves volt, amikor a szlovén elsőosztályban szereplő Nk Domzale együttesétől a Tyneside-ra került. Akkoriban a Manchester United, Real Madrid, AC Milan csapatai is figyelték, a Milannál próbajátékon is volt.
A felnőttek között már bemutatkozott, még a Championshipben kapott két meccset. A 2010-11-es idényben a Premier League-ben nem, de a Ligakupában a csapat mindhárom meccsén szóhoz jutott.
Gólt eddig csupán a felkészülés során (Carlisle United) szerzett a nagyok között, az viszont egész szépre sikeredett.

## Válogatott

### U21
Szlovén korosztályos válogatottakban rendre feltűnt eddig, jelenleg az U21 a legmagasabb szint, amit címeres mezben elért, noha volt már tagja a felnőtt szlovén válogatottnak is. Származása lévén a bosnyák válogatottat is választhatja még.

## Sikerei, díjai
- Wigan Athletic
  - EFL League One: 2015–16

- Twente
  - Eerste Divisie: 2018–19